# Diptychophora planaltina
Espèce
Diptychophora planaltina est une espèce de papillons de nuit de la famille des Crambidae.

## Description
Diptychophora planaltina mesure entre 11,5 et 13 mm d'envergure.

## Répartition et habitat
L'espèce est décrite de la région de Planaltina du District fédéral du Brésil, où elle a été collectée à 1 100 m d'altitude.

## Taxinomie
L'espèce Diptychophora planaltina est décrite par Bernard Landry et Vitor O. Becker en 2021. L'épithète spécifique réfère à la localité type.

### Référence biologique
- (fr + en) GBIF : Diptychophora planaltina Landry & Becker, 2021 (consulté le 6 octobre 2021)